# Sierra de Sañogasta
Sierra de Sañogasta är en bergskedja i Argentina.   Den ligger i provinsen La Rioja, i den nordvästra delen av landet, 1 000 km nordväst om huvudstaden Buenos Aires.
Omgivningarna runt Sierra de Sañogasta är i huvudsak ett öppet busklandskap. Runt Sierra de Sañogasta är det glesbefolkat, med 8 invånare per kvadratkilometer.